# 43ª Brigata artiglieria "Atamano Taras Trjasylo"
La 43ª Brigata autonoma artiglieria "Atamano Taras Trjasylo" (in ucraino 43-тя окрема артилерійська бригада імені гетьмана Тараса Трясила?, 43-tja okrema artylerijs'ka bryhada imeni Het'mana Tarasa Trjasyla, unità militare A3085) è un'unità di artiglieria semovente e controcarro direttamente subordinata al Comando delle Forze terrestri ucraine, con base a Divyčky nell'oblast' di Kiev.

## Storia
La brigata ha iniziato ad essere formata alla fine del 2014, in seguito all'invasione russa della Crimea e allo scoppio della guerra del Donbass, sulla base del 5º Battaglione della 26ª Brigata artiglieria, ribattezzato per l'occasione 191º Battaglione artiglieria semovente. Il 2 maggio 2015 ha ufficialmente iniziato ad operare come unità completa. Nel 2016 il 45º Battaglione fanteria motorizzata, ex battaglione di difesa territoriale in precedenza assegnato alla 92ª Brigata meccanizzata, venne sciolto e ricostituito come battaglione di protezione della brigata. Il 14 ottobre 2020 l'unità è stata ufficialmente dedicata all'atamano Taras Trjasylo, comandante che guidò i cosacchi zaporoghi nella guerra di Smolensk.
In seguito all'invasione russa dell'Ucraina del 2022 la brigata ha preso parte alla battaglia di Kiev, nel corso della quale durante scontri particolarmente intensi è arrivata a consumare oltre 50 proiettili d'artiglieria al giorno per ogni pezzo d'artiglieria pesante 2S7 Pion. Per settimane ha supportato la 72ª Brigata meccanizzata nell'area di Buča, infliggendo gravi perdite ai reparti meccanizzati nemici. Dopo il ritiro dei russi dall'Ucraina settentrionale, l'unità è stata rischierata in Donbass, partecipando alla difesa degli oblast' di Donec'k e di Zaporižžja e alla controffensiva ucraina nella regione di Charkiv. Il 3 novembre 2022 è stata insignita dal presidente ucraino Volodymyr Zelens'kyj dell'onorificenza "Per il Valore e il Coraggio". Successivamente è stata impiegata a supporto della difesa di Bachmut, il settore più caldo del fronte. La brigata ha in servizio gli obici semoventi PzH 2000, ricevuti nell'ambito degli aiuti militari occidentali.
Nell'estate del 2023 la 43ª e la 45ª Brigata artiglieria hanno colpito principalmente le vie di rifornimento russe alle spalle di Bachmut. A partire da ottobre l'unità è stata impiegata insieme alla 55ª Brigata artiglieria per respingere l'imponente offensiva russa contro la città di Avdiïvka, dove ha inflitto gravissime perdite ai reparti meccanizzati avversari. Nell'agosto del 2024 la brigata è stata trasferita sul fronte nord, dove ha supportato l'offensiva ucraina nell'oblast' di Kursk. Nel febbraio 2025 è stata la seconda unità ucraina, dopo la 45ª Brigata artiglieria, a ricevere in dotazione i semoventi Archer di produzione svedese.

## Struttura
- Comando di brigata[20]
- 1º Battaglione artiglieria semovente
- 2º Battaglione artiglieria semovente
- 3º Battaglione artiglieria semovente
- 4º Battaglione artiglieria semovente
- 209º Battaglione artiglieria controcarro (MT-12 Rapira)
- Battaglione acquisizione obiettivi
- 45º Battaglione di protezione
- Compagnia genio
- Compagnia manutenzione
- Compagnia logistica
- Compagnia comunicazioni
- Compagnia radar
- Plotone difesa NBC
- Plotone medico

## Comandanti
- Tenente colonnello Anatolij Stuženko (2015)
- Colonnello Jevhen Dobrynin (2015-2017)
- Colonnello Oleh Dorochov (2017-2020)
- Colonnello Oleh Ševčuk (2020-in carica)